# Automolis bicolora
Automolis bicolora är en fjärilsart som beskrevs av Walker 1856. Automolis bicolora ingår i släktet Automolis och familjen björnspinnare. Inga underarter finns listade i Catalogue of Life.